# Asplenium xianqianense
Asplenium xianqianense är en svartbräkenväxtart som beskrevs av C. M. Zhang. Asplenium xianqianense ingår i släktet Asplenium och familjen Aspleniaceae. Inga underarter finns listade.